# Switch (canción)
«Switch» es una canción grabada por la rapera australiana Iggy Azalea con la cantante brasileña Anitta. Fue lanzado el 19 de mayo de 2017 por Def Jam. "Switch" fue escrita por Azalea con Anton Hård af Segerstad, Akil King, Christopher Martin, Georgia Ku, Kyle Owens y Maurice "Verse" Simmonds. Fue producido por The Family y Eric Weaver. "Switch" es una canción pop con un toque tropical y sabor latino. Switch tiene certificación platino en Brasil.

## Antecedentes y lanzamiento
El segundo álbum de estudio de Azalea fue originalmente titulado Digital Distortion y se lanzará en 2016, con su primer sencillo "Team", que se lanzará en marzo de 2016. Sin embargo, el álbum se pospuso varias veces en 2016, con Azalea inicialmente abordando la demora debida a su período como juez en la octava temporada de The X Factor Australia, y luego agregó que también retrasó el álbum para incluir una colaboración con el DJ ruso-alemán Zedd. Finalmente, el álbum se pospuso a 2017, ya que Azalea afirmó que experimentó cambios personales y creativos.
En marzo de 2017, lanzó un segundo sencillo titulado "Mo Bounce". Poco después, Azalea probó un fragmento de una canción en un video de Instagram con el título: "IGGY X ANITTA" a principios de abril, lo que indica que estaba colaborando con la artista de grabación brasileña Anitta. Más tarde en el mismo mes, fueron vistos juntos en el estudio para terminar la pista. Finalmente, Azalea reveló que la canción se llamó "Switch" al publicar su portada el 2 de mayo de 2017. En la portada, ella "mira fijamente a la cámara mientras usa un traje de baño granate de una sola pieza", como lo describe Bill, Gil. Kaufman. Fue lanzado digitalmente el 19 de mayo de 2017 por Def Jam Recordings, y fue enviado tanto a la radio de éxito contemporáneo como a la radio contemporánea rítmica el 23 de mayo de 2017.

## Video musical
Unos días después del lanzamiento de la canción, se filtró una versión inacabada de su video musical. Después de esto, Azalea declaró que no se lanzaría una versión oficial del video musical. En el video musical, Azalea y su equipo de bailarines rehacen una piscina vacía y la usan como su fondo rojo, amarillo y verde a juego. Anitta también hace acto de presencia, pretendiendo ver esculturas de hielo de caimanes antes de descansar en una piscina con Azalea. Más tarde, la pareja usa atuendos con estampado de guepardo a juego mientras está rodeada por los grandes felinos.